# Museo Etnológico de la Mujer Gitana
El Museo Etnológico de la Mujer Romaní-Gitana está situado en el barrio de Sacromonte en la ciudad de Granada (España). Es el primer museo que narra la historia, lengua y cultura, tradiciones y evolución de la cultura romaní en España, haciendo especial relieve en el papel de la mujer romaní-gitana como transmisora de esos valores culturales. En el museo, en un entorno de cuevas rehabilitadas, se presenta la lengua y cultura, el arte, la literatura, la música, la medicina tradicional y la vida de mujeres romaní-gitanas. Está encuadrado en la categoría de etnografía y antropología.

## El Museo
El Museo Etnológico de la Mujer Gitana es un proyecto de la Asociación de Mujeres Gitanas ROMI, que salió a delante con el apoyo del Ayuntamiento de Granada y la Junta de Andalucía, fue inaugurado el 22 de noviembre de 2006, coincidiendo con el día de los gitanos y gitanas de Andalucía. La Asociación de Mujeres Gitanas ROMI fue reconocida en 2014 con el Premio Mariana Pineda a la Igualdad entre Mujeres y Hombres.
Está situado el barrio de  Sacromonte, las cuevas, en el recinto de la Chumbera, en el Centro Internacional de Estudios Gitanos.
El museo está integrado en la Asociación Internacional de Museos de las Mujeres (IAWM)
Este espacio museístico tiene un enfoque con una perspectiva didáctica y de género en el tratamiento de la historia y la cultura del Pueblo Gitano,  siendo la mujer la encargada de preservar y trasmitir las tradiciones y valores de la cultura gitana.
Tiene como objetivos: La difusión de la historia y de la cultura del pueblo gitano como fórmula para la superación de los prejuicios y estereotipos sobre la comunidad gitana, conservar el patrimonio cultural del pueblo gitano y promover el conocimiento de la cultura gitana.

### La Colección
En el Museo Etnológico de la Mujer Gitana se exhiben libros, manuscritos y algunas de las leyes que dictaron los Reyes Católicos sobre los gitanos, diccionarios en Romanó y Caló,  las costumbres, tradiciones y gastronomía, y documentación sobre el ritual de la boda gitana, el esoterismo, y la buenaventura.
El Museo cuenta con obras del escultor gitano Luis Heredia Amaya, nacido en el barrio de Sacromonte. 
Está rehabilitada una reproducción de una cueva-vivieda del barrio de Sacromonte, trajes típicos, y la recreación del vardo, caravana gitana, con utensilios y objetos personales.
En el Museo Etnológico de la Mujer Gitana tiene cabida la música, en especial el flamenco como seña de identidad y las músicas gitanas del mundo. 
Se resalta también la visión de autores no gitanos sobre  pueblo gitano o el reconocimiento institucional, político y artístico a esta cultura. 
En otra sala se muestra el inicio del movimiento feminista gitano (que comienza en Granada en 1999) y el impulso dado, sobre todo, por gitanas como Marina o Chonchi Heredia, Carmen Carmona, la primera gitana granadina licenciada en Traducción e Interpretación. 
Se muestra la ascendencia romaní de personajes famosos como, Charles Chaplin y Elvis Presley.
El Museo, además de la exposición permanente, realiza exposiciones temporales y cuenta, también, con la exposición itinerante “Vidas gitanas. Lungo drom” (“largo camino” en romaní) que hace un recorrido por la comunidad gitana en España. Se inauguró en Granada en marzo de 2012 y ha visitado el Instituto Cervantes de Belgrado, en Serbia, ciudades como Tegucigalpa (Honduras), Miami, Lisboa, Valencia, San Sebastián, etc. La muestra quiere dar a conocer a comunidad gitana y contribuir a una mejor convivencia.

## La Sede
El Museo Etnológico de la Mujer Gitana está situado en el barrio de Sacromonte, barrio gitano de Granada,  con un singular valor histórico, cultural y paisajístico, a orillas del río Darro, mirando a la Alhambra y un  patrimonio arquitectónico, constituido por el conjunto de casas-cueva, que fueran hogar de la población gitana.  
El Museo consta de tres cuevas con varias salas, donde se refleja el pasado, presente y futuro del pueblo gitano en Granada y que exhiben imágenes, documentos de distinta época. 

### Cuevas
Cueva de la Historia:
- Sala del Vardó [Caravana Gitana]
- Sala de la Historia Gitana: Desde los orígenes hasta la actualidad

Cueva de Arte y Cultura
- Sala de Sacromonte
- Sala “Así suenan los gitanos”
- Sala Esotérica
- Sala de Arte y Cultura

Cueva ROMI
- Sala de la Mujer gitana ROMI
- Sala de “La Mujer Gitana en los diferentes países”
- Sala de “Gitanos y gitanas en la cultura”
- Sala de Proyecciones